# Фрамнес
Фрамнес (на норвежки: Framnesfjella; на английски: Framnes Mountains) е планина, разположена в Източна Антарктида, Земя Макробъртсън, Бряг Моусън. Простира се между 67°20’ и 68°20’ ю.ш. и между 60° и 63° и.д. южно от крайбрежието на море Съдружество. Състои се от 4 хребета – Кейси, Дейвид, Браун и Шарк и отделно стърчащи над ледения щит върхове – Мил 1760 m (67°58′ ю. ш. 61°07′ и. д. / 67.966667° ю. ш. 61.116667° и. д., разположен в югозападната ѝ част), Байо 1590 m, Туинтоп 1550 m, Мейсън 1370 m и др. От нея към заливите Утстикар и Холмевик се спускат малки планински ледници.
Планината е открита през 1931 г. от участниците в съвместната британско-австралийско-новозеландската антарктическа експедиция (БАНЗАРЕ) с ръководител Дъглас Моусън. През януари 1937 г. норвежката антарктическа експедиция детайлно заснема топографски планината и ръководителят ѝ Ларс Кристенсен я наименува в чест на малка планина в родната му община Саннефиорд в Норвегия.